# Altos Hornos de Vizcaya

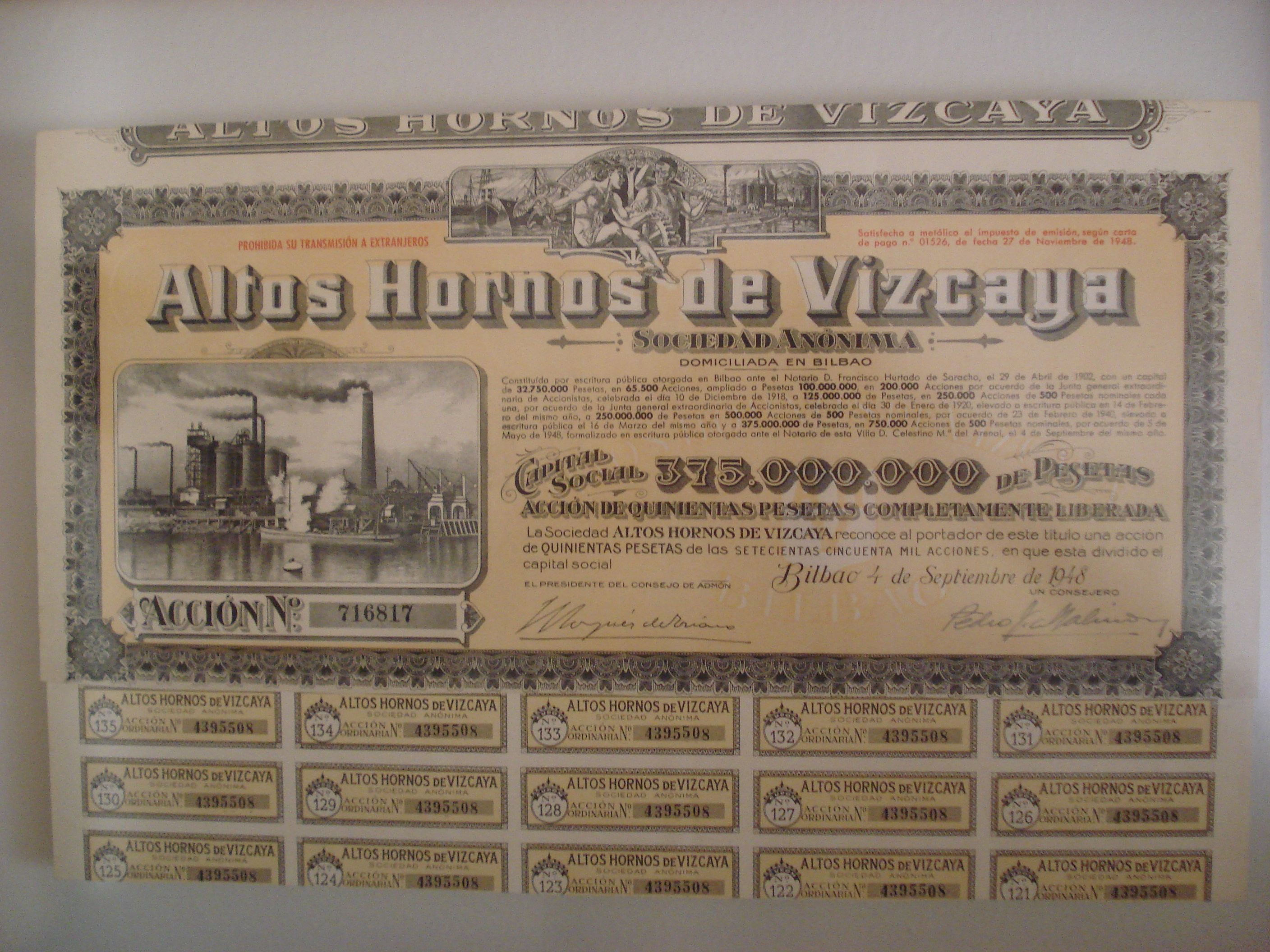
Einbringungsaktie

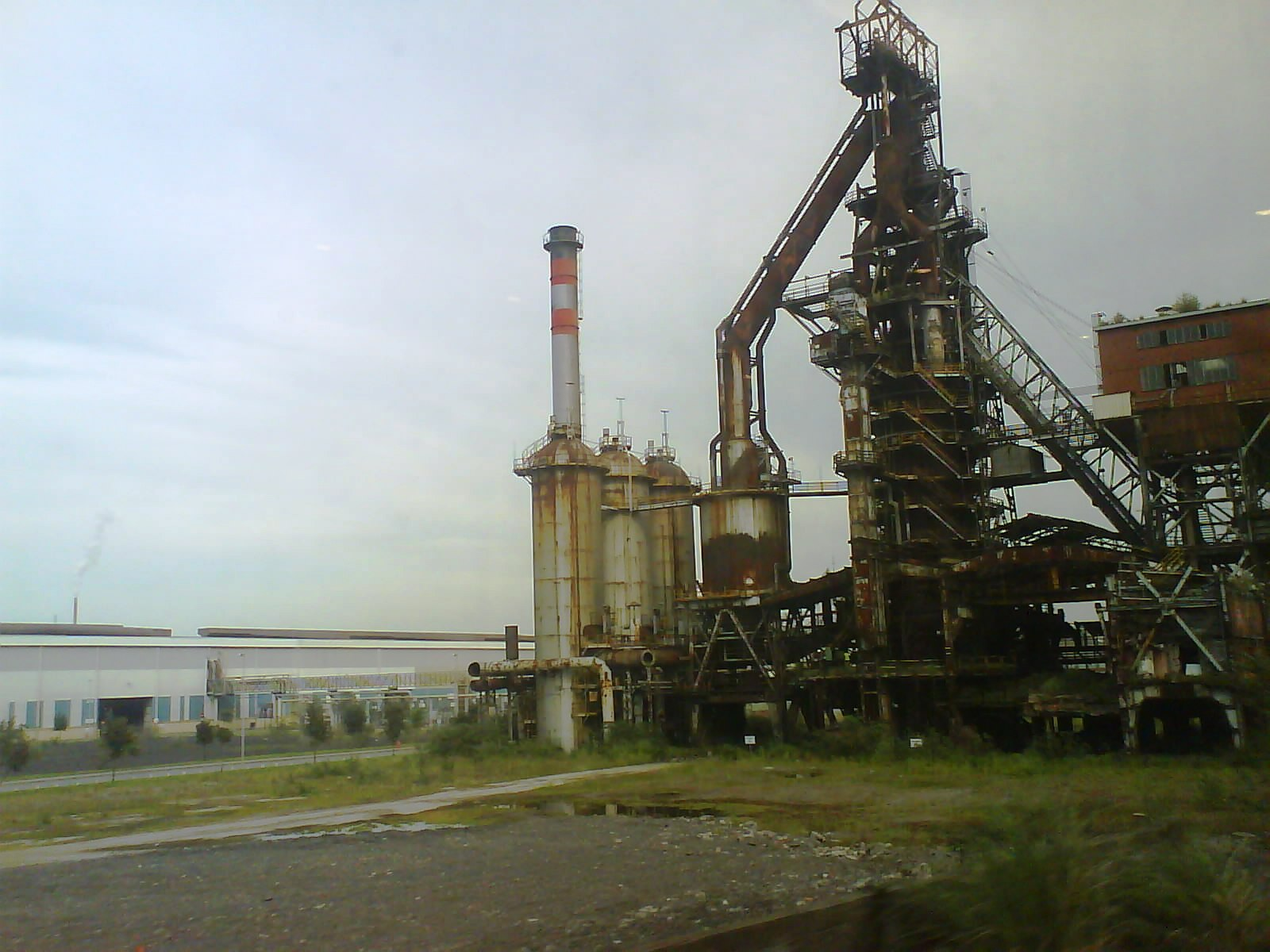
AHV in Sestao

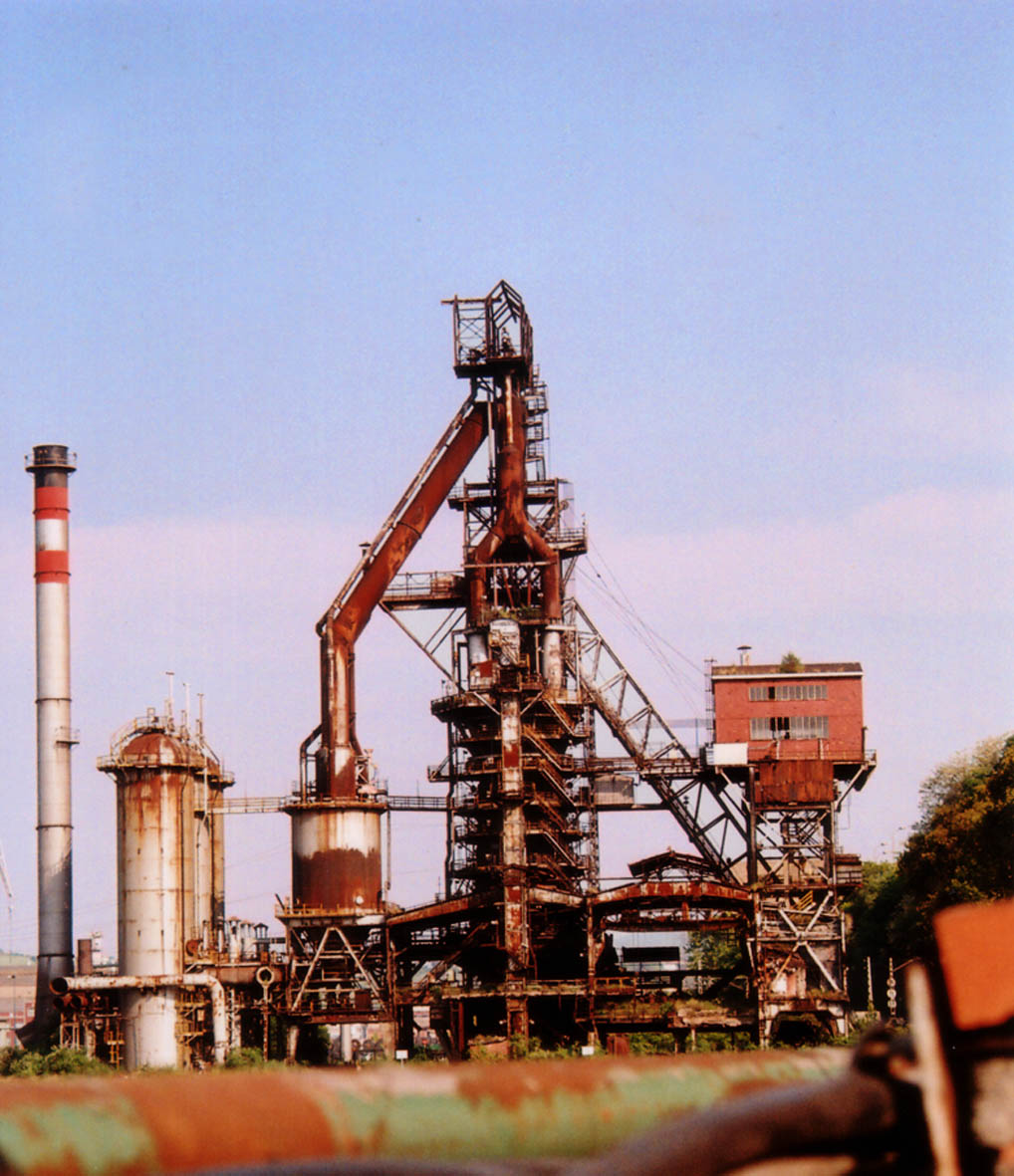
Außer Dienst gestellter Hochofen von AHV in Sestao

Altos Hornos de Vizcaya (AHV; spanisch für „Hochöfen von Bizkaia“) war ein spanisches Unternehmen der Eisen- und Stahlindustrie. Es entstand am 29. April 1902 aus der Fusion von Altos Hornos y Fábricas de Hierro y Aceros de Bilbao („Hochöfen und Eisen- und Stahlfabriken von Bilbao“), La Vizcaya und La Iberia. Die drei Unternehmen befanden sich um die Wende zum 20. Jahrhundert in einer Hochkonjunkturphase und produzierten Eisen und Stahl für ganz Spanien und exportierten auch in andere europäische Länder. Zum Zeitpunkt seiner Gründung war AHV das größte Unternehmen Spaniens. Seinen Sitz und sein Hauptwerk hatte es in der traditionell durch die Eisenerzeugung geprägten baskischen Stadt Sestao bei Bilbao, in unmittelbarer Nähe der dortigen Eisenerz-Vorkommen und des Hochseehafens von Bilbao. 
AHV produzierte zunächst noch hauptsächlich auf der Basis von Holzkohle, ersetzte diese aber bald durch aus England importierten Steinkohlenkoks, der einen höheren Brennwert hatte. Die Verbindung des Eisenerzexports mit dem Koksimport förderte die Rolle Bilbaos als Handelsmetropole und das Entstehen neuer Werften in der Mündung des Nervión (Astilleros del Nervión, Compañía Euskalduna). 
Zusätzlich waren die Hüttenwerke mit ihrer Nachfrage nach Erzen, Arbeit, Maschinen und Werkzeugen und Eisenbahnstrecken ein bedeutender Faktor bei der Herausbildung der Provinz Biskaia als einer der wichtigsten Industrieregionen Spaniens. 
Nach dem Spanischen Bürgerkrieg, der die baskische Industrie von Zerstörungen weitgehend verschonte, wurden die Eisen- und Stahlwerke zum Anziehungspunkt für die Landflucht und die wirtschaftliche Entwicklung der Umgebung. Dies bildete die Grundlage für das Wachsen der Metropolregion Bilbao zu einer der größten Agglomerationen Spaniens. Städte wie  Barakaldo, Sestao, Portugalete, Ortuella und Abanto-Zierbena verdanken ihre Größe und zum Teil ihr Entstehen AHV.
Nach Boomjahren in den 1960er und frühen 1970er Jahren geriet die spanische Eisen- und Stahlindustrie und mit ihr AHV seit der Ölkrise in wirtschaftliche Schwierigkeiten, die zahlreiche, zum Teil staatlich geregelte Umstrukturierungsmaßnahmen, Entlassungen und Kapazitätsabbau zur Folge hatte. Über die Umstrukturierungsprogramme nahm der Einfluss des Staates auf AHV zu. Schließlich wurde im Dezember 1994 im so genannten Plan de Competitividad Conjunto AHV-Ensidesa (dem „Wettbewerbsfähigkeitsplan AHV–Ensidesa-Komplex“) AHV mit dem vom Instituto Nacional de Industria gegründeten Stahlerzeuger Ensidesa zur Corporación Siderúrgica Integral (CSI, „Integriertes Stahlerzeugungs-Unternehmen“) zusammengefasst, deren Reorganisation schließlich 1997 zur Gründung von Aceralia führte, das mittlerweile zu Arcelor bzw. Arcelor Mittal gehört.